# تریبون دو ژنو
تریبون دو ژنو (به انگلیسی: Geneva Tribune) یک روزنامه محلی سوئیسی است که به زبان فرانسه در ژنو در قطع برلینی توسط ادیپرس منتشر می‌شود.

## زمینه و سابقه

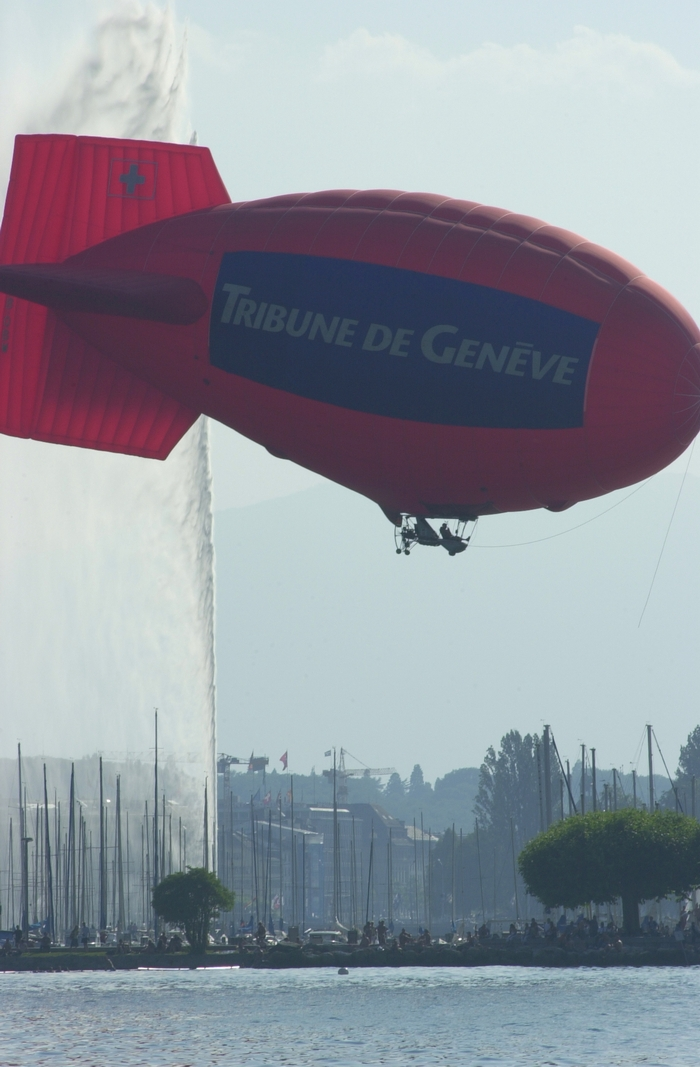
کشتی هوایی تریبون دو ژنو

تریبون دو ژنو اولین بار توسط جیمز تی بیتس در اول فوریه ۱۸۷۹ منتشر شد  دفتر مرکزی این روزنامه در ژنو است.
تیراژ تریبون دو ژنو در سال ۲۰۰۶  نسخه بود.  ۶۷۱۵۱ این روزنامه تا تاریخ ۲۰۰۷ تیراژ ۶۷۱۵۱ نسخه و ۱۷۵۰۰۰ مخاطب داشت.  در سال ۲۰۰۹ تیراژ آن ۵۶۳۳۳ نسخه بود.
برخی از مطالب خود را با ۲۴ساعته (انگلیسی: 24 Hours)، روزنامه منطقه ای ادیپرس برای کانتون وو به اشتراک می گذارد.